# پایکتون (اوهایو)
پایکتون (به انگلیسی: Piketon) یک روستا در ایالات متحده آمریکا است که در شهرستان پایک، اوهایو واقع شده‌است. پایکتون ۶٫۶۰ کیلومتر مربع مساحت و ۲٬۱۸۱ نفر جمعیت دارد و ۱۷۵ متر بالاتر از سطح دریا واقع شده‌است.